# Marco Cebulla
Marco Cebulla (* 1997) ist ein Schweizer Unihockeyspieler. Er steht beim Nationalliga-A-Vertreter UHC Thun unter Vertrag.

## Karriere
Cebulla begann seine Karriere bei Floorball Köniz. Er spielte dort bis Ende der Saison 2013/14 in der U18-Mannschaft. Auf die folgende Saison wechselte er in den Nachwuchs des UHC Thun, bei welchem er 2015/16 erstmals für die erste Mannschaft zum Einsatz kam. Auf die Saison 2017/18 wurde er fix in das Kader der ersten Mannschaft aufgenommen.
Nach der Saison 2018/19 beendete Cebulla seine Karriere.